# 13638 Fiorenza
13638 Fiorenza eller 1996 CJ7 är en asteroid i huvudbältet som upptäcktes den 14 februari 1996 av de båda italienska astronomerna Ulisse Munari och Maura Tombelli vid Cima Ekar-observatoriet. Den är uppkallad efter Fiorenza Tombelli, syster till en av upptäckarna.
Asteroiden har en diameter på ungefär 4 kilometer och den tillhör asteroidgruppen Vesta.